# ديفيد رينولدز (ممثل)
ديفيد رينولدز (بالإنجليزية: David Reynolds)‏ هو كاتب سيناريو وممثل أمريكي، ولد في القرن 20 في الولايات المتحدة.

## أعمال

### أفلام
- (1998) مولان[4][5][6][7]
- (1999) طرزان[8][9][10]
- (1999) فانتازيا 2000[11][12][13]
- (2000) حياة الإمبراطور الجديدة[14][15][16]
- (2001)  الإمبراطورية المفقودة[17][18]
- (2003) البحث عن نيمو[19][20][21]

## ترشيحات
- جائزة الأوسكار لأفضل كتابة، عن عمل: البحث عن نيمو

## وصلات خارجية
- ديفيد رينولدز على موقع IMDb (الإنجليزية)
- ديفيد رينولدز على موقع أول موفي (الإنجليزية)
- ديفيد رينولدز على موقع قاعدة بيانات الأفلام السويدية (السويدية)
- ديفيد رينولدز على موقع قاعدة بيانات الفيلم (الإنجليزية)
- ديفيد رينولدز على موقع كينوبويسك (الروسية)